# Gustav Bechler
Gustav Julius Karl Bechler (* 1. August 1870 in München; † 14. September 1959 in Innsbruck) war ein deutscher Maler und Holzschneider.

## Leben
Gustav Bechler war ein Sohn des Holzbildhauers Julius Bechler und der Rheinländerin Johanna Conrad. Er studierte an der Münchner Kunstakademie, ab 1889 bei Heinrich Knirr, ab 1891 bei Karl Raupp und ab 1894 bei Paul Hoecker. Er war mit dem Künstler Leo Putz befreundet und wie dieser ein Mitbegründer der Künstlervereinigung „Scholle“ und Mitarbeiter der  Kunst- und Literaturzeitschrift Jugend. Im Rahmen der Künstlervereinigung „Scholle“ stellte er seit 1899 regelmäßig seine Werke im Glaspalast aus. Von 1898 bis 1905 war er in Steinberg in Tirol tätig und hielt sich abwechselnd dort und in München auf. Danach zog er nach Maurach bei Jenbach. Dort arbeitete er auch als Fotograf. Er unternahm Reisen nach Berlin, Leipzig und Dresden. 1911 reiste er nach Rom. 1927 verlieh ihm die Münchner Akademie den Professorentitel. Er gehörte der Secession Innsbruck an und zeigte in den 1930ern Werke auf deren Ausstellungen.
Hauptsächlich war Bechler Landschaftsmaler, dabei bevorzugte er alpenländische Motive, besonders in der Gegend um den Achensee, was ihm den Namen "Maler des Achensees" einbrachte. Seine stimmungsvollen Tiroler Berglandschaften sind dem Impressionismus zuzuordnen. Seine Spezialität war ein breitflächiger Pinselauftrag. Außerdem fertigte Bechler Farbholzschnitte an, in deren vereinfachten Formen er die Flächenwirkung besonders betonte. Seine Farbholzschnitte stehen häufig in Beziehung zu seinen Gemälden. Sie wurden in zahlreichen Kunstzeitschriften gedruckt und rezensiert. Zu Bechlers bekanntesten Holzschnitten gehören Märzensonne (1902), Scheidender Winter (1909), der bei einer Ausstellung im Münchner Glaspalast eine Goldmedaille gewann, sowie Winterliche Stille (1911), der mit einer Bronzemedaille in Turin ausgezeichnet wurde. Sein Alterswerk umfasst Rheinbilder, die er ab 1950 schuf.
Gustav Bechler war mit Karoline Bechler verheiratet, einer in Steinberg bei Achenkirch geborenen Tochter von Salome und Johannes Frankhauser. Sie hatten drei Kinder: Julius, Hans und Johanna.

## Werke in Museen und öffentlichen Ausstellungen (Auswahl)
Werke von Bechler befinden sich in folgenden Museen: 
- Tiroler Landesmuseum (Ferdinandeum) in Innsbruck
  - Totenschlitten 1921, Holzschnitt[4]
  - Mein Fenster, Vierfarbenholzschnitt[5]
  - Abend, 1902, Holzschnitt, 262 × 362 mm[6]
- Neue Pinakothek in München[7]
  - Märzensonne, 1902
  - Vorfrühling, 1929
- Städtische Galerie in Turin
  - Winterstille[1]
- Albertina in Wien[2]

Werke von Bechler wurden unter anderem auf folgenden Ausstellungen gezeigt:
- 1906: Münchner Glaspalast (Stiller Tag)[8]
- 1909: Münchner Glaspalast (Vorfrühling am Achensee)[9]
- 1908: Kunstsalon Wertheim in Berlin[10]
- 1908: Kunstsalon Fritz Gurlitt[11]
- 1910: Galerie Tannhauser in München
- 1914: Kölner Ausstellung
- 1920: Leipziger Herbstmesse
- 1942: Große Deutsche Kunstausstellung, München
- 1955: Tiroler Kunstpavillon in Innsbruck (35 Gemälde)
- 1999: Achenkirch, Kulturzentrum Alter Widum[12]